# いつか輝く
いつか輝く（いつかかがやく）は、吉成圭子の3rdシングル。または同シングルに収録された楽曲。1995年10月25日発売。規格品番は、PODH-1278。

## 概要
よみうりテレビが放送していたテレビアニメ『魔法騎士レイアース』（第二章）の2代目エンディングテーマ。

## 収録曲
1. いつか輝く [4:39]
  - 作詞：及川眠子 / 作曲：湯川トーベン / 編曲：松尾早人
2. 蒼い天使の糸
  - 作詞：赤坂いち子 / 作曲、編曲：羽毛田丈史
3. いつか輝く（オリジナル・カラオケ）
4. 蒼い天使の糸（オリジナル・カラオケ）

## 収録アルバム
- 蒼い天使の糸（#1,2、1のみRemix Version）
- 魔法騎士レイアース オリジナルサウンドトラック（#1のTVバージョン）
- 魔法騎士レイアース Best Song Book（#1のみ）